# هاتفيلد (بريتوريا)
هاتفيلد (بالإنجليزية: Hatfield)‏ هي إحدى ضواحي بريتوريا، جنوب إفريقيا ذات كثافة عالية من الطلاب بالإضافة إلى سكن الطلاب نظرًا لقربها من الحرم الجامعي الرئيسي لجامعة بريتوريا.